# 韓英恵
韓 英恵（かん はなえ、朝: 한영혜、1990年11月7日 - ）は、日本で活動する韓国国籍の女優、ファッションモデル。静岡県三島市出身。
父親はソウル出身の韓国人、母親は日本人。自身の国籍は韓国。血液型A型。DOGSUGAR所属。

## 人物
- 2001年、10歳のときに『ピストルオペラ』で映画初出演を果たす[3]。芸名の韓英恵は鈴木清順監督が名付けた[4]。
- 日本大学国際関係学部国際交流学科出身[5]。
- 二重国籍で育ったが、22歳のときに韓国籍を選択。その過程は『ザ・ノンフィクション』（フジテレビ）の「ハナエゆれる　ある家族のゆくえ」（2013年）で特集された[6]。
- 韓国籍という本人の出自と関係する役柄をいくつか演じており、映画『アジアの純真』では日本でマスタードガスを使ったテロを繰り広げる在日韓国人のヒロインを演じた。ただし朝鮮語は話せず、『知らない、ふたり』で初めて朝鮮語の台詞に挑戦した際には毎日翻訳者と練習したという[7]。
- 将来は小説を書いてみたいとも語っている。
- 特技は短距離走。生魚が苦手。

## 出演

### 映画
- ピストルオペラ（2001年10月27日、松竹） - 上京小夜子（少女期） 役
- Jam Films2 「CLEAN ROOM」（2004年3月27日、東芝エンタテインメント） - 主演・ユカ 役
- ハーケンクロイツの翼（2004年7月24日、リベロ） - デューク 役
- 誰も知らない（2004年8月7日、シネカノン） - 水口紗希 役
- 阿修羅城の瞳（2005年4月16日、松竹） - 笑死 役
- 乱歩地獄 「芋虫」（2005年11月5日、アルバトロス・フィルム） - 小林少年 役
- 疾走（2005年12月17日、角川映画 / エンジェル・シネマ） - 南波恵利 役
- 黄色い涙（2007年4月14日、ジェイ・ストーム） - 村岡康子 役
- 夕映え少女 「浅草の姉妹」（2008年1月26日、「夕映え少女」製作委員会） - 千恵子 役
- Memo（2008年3月22日、グランデ / AMGエンタテインメント） - 主演・本橋繭子 役
- 悪夢探偵2（2008年12月20日、ムービーアイ） - 菊川夕子 役
- よるのくちぶえ（2009年3月27日、東京芸術大学）[8]
- 悪人（2010年9月11日、東宝） - 谷元沙里 役
- UNBRIGHT‐アンブライト‐（2011年3月8日、宝塚大学）[9] - 臨 役
- マイ・バック・ページ（2011年5月28日、アスミック・エース / WOWOW FILMS） - 浅井七恵 役
- アジアの純真（2011年10月15日、ドッグシュガームービーズ） - 主演・キム・ソンリョ / 少女 役
- 11・25自決の日 三島由紀夫と若者たち（2012年6月2日、若松プロダクション / スコーレ） - 上田牧子 役
- たとえば檸檬（2012年12月15日、ドッグシュガームービーズ） - 主演・カオリ 役
- んで、全部、海さ流した。（2013年、庄司輝秋監督） - 弘恵 役
- ペタル ダンス（2013年4月20日、ビターズ・エンド） - キョウコ 役
- 知らない、ふたり（2016年1月9日） - ソナ 役[10][11]
- 蜜のあわれ（2016年4月1日、石井岳龍監督） - 丸田丸子 役
- 情操家族（2017年3月4日、ユーロスペース）[12] - 井上美映 役
- 獣道（2017年7月15日、内田英治監督） - 向島玲花 役
- 霊的ボリシェヴィキ（2018年2月10日、高橋洋監督） - 主演・橘由紀子 役
- 大和カリフォルニア（2018年4月6日、宮崎大祐監督） - 主演・長嶋サクラ 役
- 菊とギロチン（2018年7月7日、瀬々敬久監督） - 十勝川たまえ 役[13][14]
- 西北西（2018年9月15日、中村拓朗監督） - 主演・ケイ 役[15]
- こんな夜更けにバナナかよ 愛しき実話（2018年12月28日、前田哲監督） - 泉芳恵 役
- ひとよ（2019年11月8日、白石和彌監督） - 牛久真貴 役
- 花束みたいな恋をした（2021年1月29日）
- マイスモールランド（2022年5月6日、川和田恵真監督）

### ウェブシネマ
- Cheap Trip（2003年9月18日 - 12月31日、モッズ・ヘアWEB） - 主演・千春 役[16][17]

### テレビドラマ
- 連続テレビ小説 おひさま 第144 - 145話（2011年9月17日・19日、NHK）- 茂森いと 役
- 僕とスターの99日（2011年10月23日 - 12月25日、フジテレビ）- チョン・ヒジン 役
- 拝啓、民泊様。 第3話 - 第6話（2016年11月7日 - 28日、MBS / 11月9日 - 30日、TBS）- キムウンジョン 役
- これは経費で落ちません!（2019年7月26日 - 9月27日、NHK総合） - 鏡美月 役
- 連続ドラマW 蝶の力学 殺人分析班（2019年11月17日 - 12月22日、WOWOW） - 永瀬詩織 役
- マイスモールランド（2022年3月24日、NHK BS1）[18]

### Webドラマ
- 東京ヴァンパイアホテル（2017年、Amazonプライム・ビデオ）- エミ 役

### ミュージックビデオ
- ナイトメア 「Criminal Baby」[19]
- 臼井嗣人 「春紫苑」
- FUNKY MONKEY BABYS 「それでも信じてる」

### CM
- 静岡県 「不眠はうつのサイン」（2008年）
- 日本大学三島高等学校（2008年）
- ACジャパン 「あなたでいいのだ。」（2009年 - 2010年）
- KINAJAPAN 「富士山ブルー」（2011年）
- JT 「ひといきつきながら」（2017年）

### 舞台
- はるヲうるひと（2014年4月3日 - 13日、下北沢ザ・スズナリ)
- 現代能楽集 クイズ・ショウ（2015年3月20日 - 31日、下北沢ザ・スズナリ)
- ザ・空気 ver.3（2021年1月8日 - 31日〈予定〉、東京芸術劇場シアターイースト / 地方）

## 受賞歴
- 2018年度
  - 第33回高崎映画祭 助演女優賞（『菊とギロチン』）